# Etapa de São Paulo da Fórmula Truck

Mapa do autódromo.

A Etapa de São Paulo da Fórmula Truck é um dos circuitos tradicionais da Fórmula Truck, realizada no Autódromo de Interlagos, em São Paulo.
A Truck realizou uma prova experimental em 1994, mostrando a empresários e pessoal do ramo como seria a futura categoria.

## Campeões
- 2016 - Paulo Salustiano